# Roscoe Mitchell
Roscoe Mitchell (Chicago, 3 augustus 1940) is een Amerikaanse jazzmuzikant (zang, saxofoon, klarinet, fluit, zang, hobo, percussie), componist en muziekpedagoog.

## Biografie
Eenvormig gekenmerkt door kerkmuziek en blues, begon Mitchell op 11-jarige leeftijd aan de highschool klarinet en baritonsaxofoon te leren. Zijn militaire dienstplicht verrichtte hij onder andere in Heidelberg, waar hij speelde in een militaire band. Tijdens deze periode speelde hij ook bij sessies met Albert Ayler. Vervolgens werkte hij met Henry Threadgill en leidde hij sinds 1961 in Chicago een hardbopsextet, dat zich geleidelijk aan de nieuwe muzikale stromingen aanpaste. Daarna werd hij lid van Muhal Richard Abrams' Experimental Band. In 1965 behoorde hij tot de oprichters van de AACM, waardoor voor hem nieuwe wegen van de vrije improvisatie werden geopend.
Mitchell was ook tien jaar werkzaam aan de AACM-muziekschool. In 1966 verscheen zijn album Sounds met Lester Bowie en Malachi Favors. Toen Joseph Jarman, Phillip Wilson en later Famoudou Don Moye erbij kwamen, ontstond uit Mitchells sextet de tot heden bestaande band Art Ensemble of Chicago, een van de populairste bands van de avant-gardejazz. Daarin gebruikte Mitchell, op wiens concept de band berustte, stijlmiddelen zoals de rust naast het hoog-energetische spel en zowel kinderinstrumenten als ook hoorns, klarinet, fluit, piccolofluit, hobo en bariton-/bassaxofoon.
Sindsdien werkte hij aan een fundamentele nieuwe oriëntering van muziek, waarbij techniek, structuur, compositie en improvisatie zich vooral richten op onderzoek en vorming van de sound en uiteindelijk op ontwikkeling en plaatsing van klank in het gebied voor de achtergrond van de rust en op ontleding van bepaalde materialen in hun elementen en diens omzetting zijn gebaseerd.
Mitchell speelde met het Art Ensemble, als orkestleider van andere formaties en als sideman van meer dan 100 albums. Onder zijn eigen naam ontstonden albums voor de labels Delmark, Nessa Records, Sackville Records, Moers Music, 1750 Arch, Black Saint, Cecma en Silkheart Records.
Daarbij werkte Mitchell in een spectrum van grote ensembles tot onbegeleide soloconcerten, zoals in 1973/1974 in de Verenigde Staten, Canada en Finland, bovendien in duet met Richard Teitelbaum en in trio met Joseph Jarman en Anthony Braxton tijdens het Moers Festival. Mitchell benadrukt het samenspel van improvisatie en compositie en valt terug op geschreven improvisaties om het spel uit het routineverloop te bevrijden. De bezigheid met de improvisatie was voor hem ook om een andere reden belangrijk: Als men niet kan denken als een componist, zal men nooit lange nummers kunnen schrijven. Al in 1980 werd aan de San Francisco State University een cellokwartet van Mitchell opgevoerd. Verdere stukken voor kamerorkesten zijn in de opvolgende jaren ontstaan, maar ook Bells of 59th Street voor altsaxofoon en gamelanorkesten en 9-9-99 voor viool en piano.
Na zijn activiteiten in het kader van het AACM was Mitchel een langere periode actief als muziekpedagoog, werkte hij van 1974 tot 1977 in het Creative Arts Collective in East Lansing en hield hij tijdens de jaren 1970 en 1980 talrijke workshops aan onder andere de University of Wisconsin en het Banff Center in Alberta.

## Onderscheidingen
Voor zijn verdiensten in de muziekpedagogie werd hij in 1988 onderscheiden door de National Association of Jazz Education en in 1991 werd hij geëerd met de Jazz Masters Award. In 2014 kreeg Mitchell de met 275.000 dollar gedoteerde Doris Duke Artist Award.

## Discografie
- 1966: Sound (Delmark Records) met Lester Bowie, Maurice McIntyre, Malachi Favors
- 1981: 3 X 4 Eye (Black Saint) met A. Spencer Barefield, Hugh Ragin, Jaribu Shahid, Tani Tabal,
- 1983: Roscoe Mitchell and the Sound and Space Ensembles (Black Saint) met A. Spencer Barefield, Michael Mossman, Gerald Oshita, Jaribu Shahid, Tani Tabal, Thomas Buckner
- 1986: Live at Mühle Hunziken
- 1986: The Flow of Things met Jodie Christian, Malachi Favors, Steve McCall
- 1993: This Dance is for Steve McCall (Black Saint) met Matthew Shipp, William Parker, Vincent Davis
- 2000: The Bad Guys met Jaribu Sahid, Craig Taborn, Tani Tabal, Wadada Leo Smith, Harrison Bankhead, A. Spencer Barefield, Gerald Cleaver, Matthew Shipp
- 2000: 8 O'Clock - Two Improvisations (Mutable Music) met Thomas Buckner
- 2003/04: First Look met Tatsu Aoki
- 2004: Solo 3 (Mutable Music) solo
- 2005: Turn met Corey Wilkes, Craig Taborn, Jaribu Shahid, Tani Tabal
- 2006: Evan Parker Transatlantic Art Ensemble: Boustrophedon
- 2017: Bells for the South Side (ECM Records)